# 岩橋邦雄
岩橋 邦雄（いわはし くにお、1939年（昭和14年）1月3日 - ）は、日本のフィールドホッケー選手。 

## 経歴・人物
慶應義塾大学文学部卒業。電通入社。1960年ローマオリンピックと1964年東京オリンピックに出場した 。 

## 参照資料
1. ↑  “慶應義塾のオリンピック・パラリンピック選手”.   慶應義塾大学. 2019年10月15日閲覧。
2. ↑  “Kunio Iwahashi Olympic Results”.  Sports Reference LLC. 2020年4月17日時点のオリジナルよりアーカイブ。2019年9月23日閲覧。